# 耶柔米

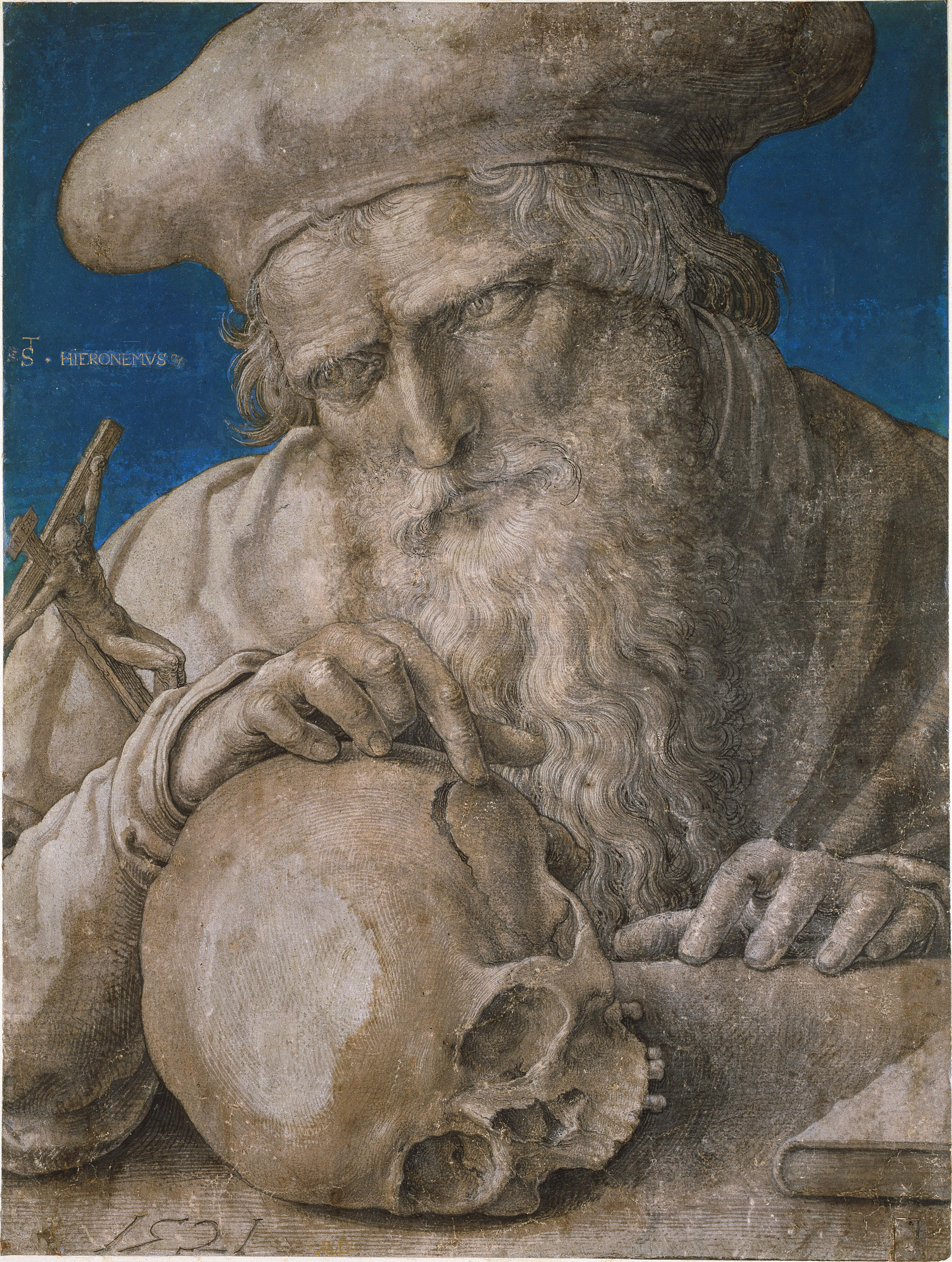
耶柔米

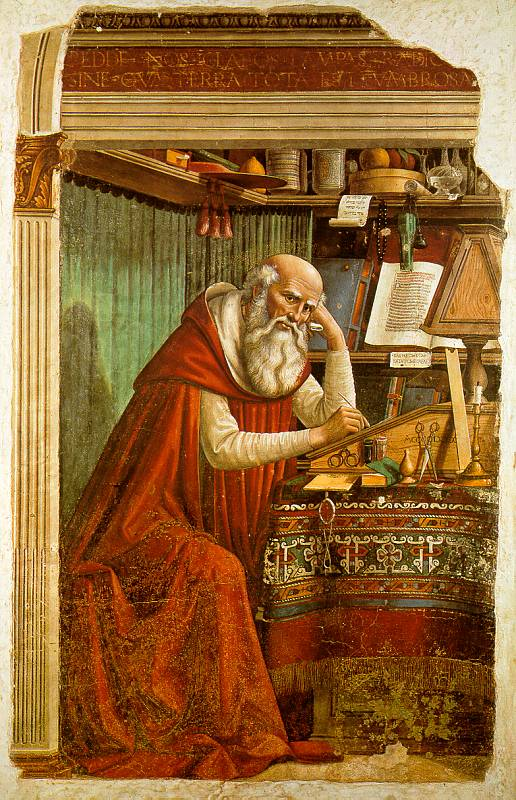
耶柔米正在閱讀

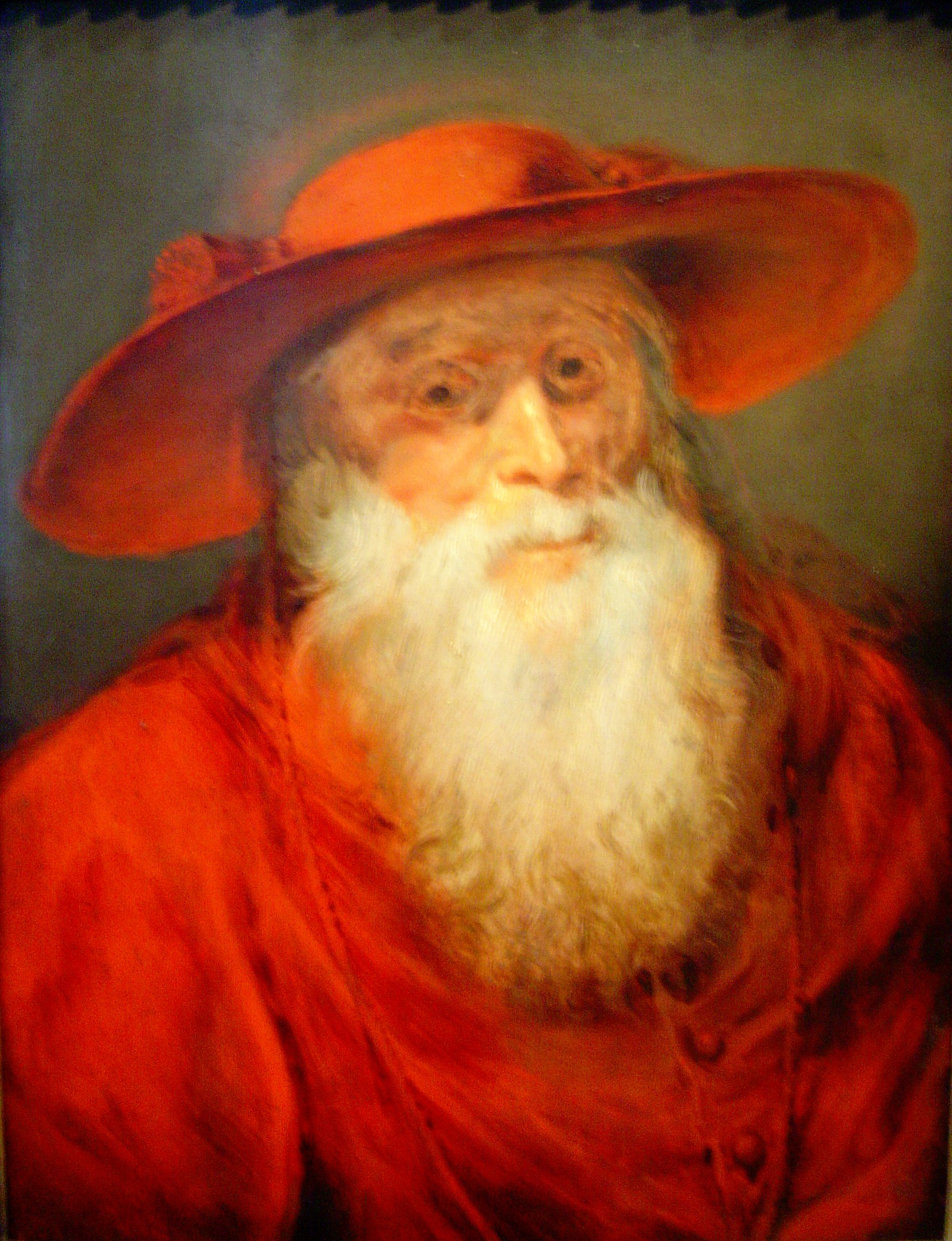
魯本斯所繪耶柔米

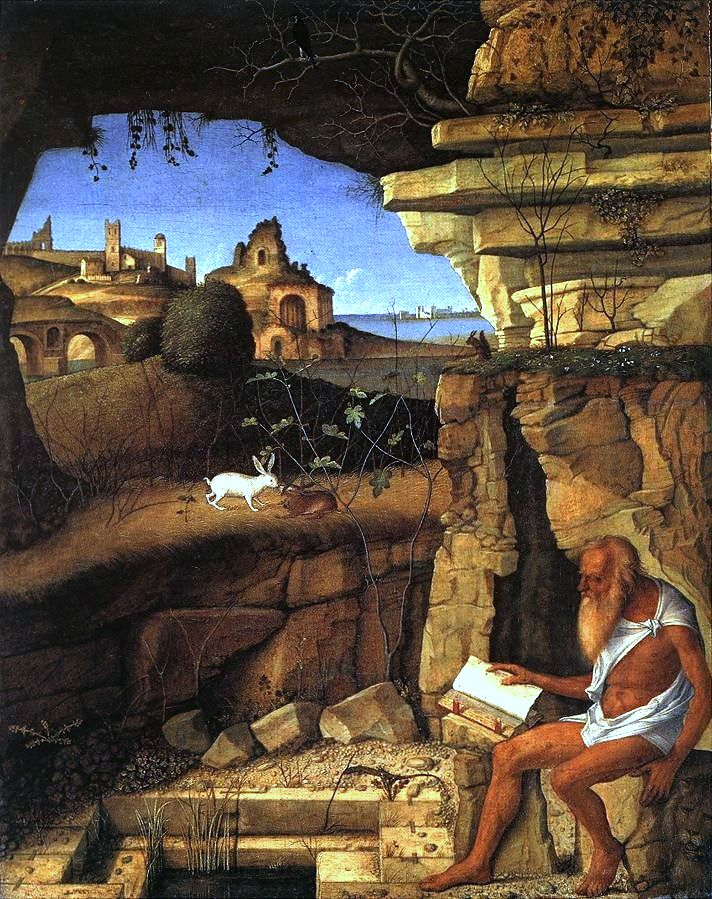
耶柔米在鄉間

耶柔米，或譯聖熱羅尼莫或聖葉理諾（拉丁語：Eusebius Sophronius Hieronymus，約342年—420年），是古代西方教會的聖經學者，他完成了聖經拉丁文譯本《武加大译本》。耶柔米很早就显露出对藏书的热情，并建立了古典晚期最卓著的私人图书馆（由学生时代的异教文学经典开始，逐渐包含大量的基督教圣经与神学作品）；他在罗马接受教育，去莱茵河边寻求仕途，并在皈依苦修理念后前往叙利亚的荒漠地区苦行，晚年時（386年－420年）定居於耶穌的出生地伯利恆，過苦修隱居的生活。
在早期的拉丁教會他被尊為四位西方教會聖師之一，這個約定俗成的稱號後來被教宗鮑尼法八世列為正式頭銜。

## 生平
耶柔米是古教父中是最有教養，最有學問的一位，也可說是古代西方教會中最偉大的學者。
耶柔米約於340（也有書上寫342）年生在撻馬太司垂登的基督徒家庭，在羅馬成長和就學。約360年教宗利伯流為他受洗。父母都是非常虔誠的基督徒。耶柔米年青時有志於博覽宗教方面的書籍，並且遍遊天下各地的名勝。自366-370年間，走遍西方所有的城市之後，他又遍遊東方，當他到了安提阿市，在安提阿生了一場大病。有一天在異象中，覺得他到上了天主的審判台前。當他稱自己為基督徒時，有一聲音說：「你說謊。你是西塞罗的信徒，而不是基督的追随者(Ciceronianus es, non Christianus)，因為你的財寶在那裡，你的心也在那！」。於373-379年他就到曠野去專心研究神學及聖經。並且學習希伯來文，在離安提阿不遠之處修道，在379年時他到君士坦丁堡，在拿先素斯的貴格利的門下受教。382年回到羅馬在那宣講他的主張及修道主義。修道主義在西方仍有些人反對。雖然在第四世紀末有耶柔米、安波羅修和希波的奧古斯丁都提倡及傳講。當耶柔米傳講修道主義優點時，贊成的特別是在羅馬的高貴婦女為主。可是有些聖職階級的也有反對的。385年，耶柔米永久地离开罗马（乃至西方），在耶路撒冷各地朝圣后定居伯利恒。後來他到了當年在羅馬受他感動的保拉在伯利恆建的男修道院當院長，一直到420年去世，享年約有80歲。
410年8月24日西哥特人阿拉利在夜間用突擊的方式攻破了羅馬，這是八百年來羅馬第一次被攻破，在當時的人來說，心理上的打擊是非常大的。當耶柔米時在伯利恆修道院，哭泣的說：「征服了整個世界的城市，現在給人征服了！」。焦慮的無法工作，並且相信敵基督將會出現，因此悲傷的說：「世界恐怕快要毁滅了。這偉大的城都，羅馬帝國的首都，意付諸一炬……誰會料到，一度征服世界的羅馬帝國的基石，竟會如此衰亡……」

## 神學貢獻
耶柔米以研究聖經和註釋經文聞名。當他住在安提阿及伯利恆時，向猶太拉比學習希伯來文，因此他可算是拉丁禮教會中唯一懂得希伯來文的人。耶柔米非常博學多聞，可能是和他對古文學的研究和遊遍各城有關。因為對希伯來文有研究，所以在翻譯聖經這件事上，就可以完全展現他的才華。在382年後，他出任教宗達瑪穌一世的祕書。在羅馬這段期間教宗請他將聖經翻譯成拉丁文。雖然當時已有一部拉丁文譯文，但該部聖經相當的粗糙又錯誤繁多。他翻譯時先用舊約的希臘文譯本也就是七十士譯本和希臘文新約作基礎，再譯成拉丁文的《聖詠集》、舊約聖經及四福音書。但是後來他發現要將希伯來原文所蘊藏的寶庫，展現給拉丁文的讀者。所以他又以希伯來文舊約作基礎，重新翻譯，他辛勤工作二十三年（382年－405年）完成了拉丁文聖經修訂本《武加大譯本》，這也是拉丁文通俗譯本（包括一部新約保守性的拉丁文訂正本）。這也是西方教會所認定核可的拉丁文譯本。並在1546年的「天特會議」重新受到肯定。直到今日這譯本仍為天主教會所重用。由這可以看到耶柔米對聖經、真理、學問的追求是一絲不苟。，
布魯斯‧A‧德馬雷斯特形容耶柔米是最有教養、最有學問的古教父之一，「這位伯利恆的偉大隱士的才華不及奧古斯丁，品格高超上不及安波羅修，在堅定的意志力不如屈梭多模，但在學識和多才多藝上，上述沒有一個人能比得上他」。

## 主要著作
耶柔米除了聖經的翻譯，並且寫了許多聖經的註解，在這方面耶柔米是非常有天份。他依賴許多猶太傳统，也大量引用早期教會權威的看法意見。他的註釋書的權威和俄利根及奧古斯丁並列。他又將希臘神學家的一些著作將他們翻成拉丁文，而且喜歡參與討論。
耶柔米的著作除了武加大譯本，及許多聖經註釋外，還有續編了優西比烏的歷代誌及編輯一部名人傳（De viris Inlustribus），以及說明獨身與修道生活的許多論文及書。約15世紀的荷蘭鹿特丹的伊拉斯姆，他編了耶柔米文集，這是一個傑出的成就，也可以看出耶柔米是非常多產且重要的神學家。
耶柔米與安波羅修，相信聖靈不僅出於聖父，並且也出於聖子，所以是主張聖靈是出於聖父和聖子的「双出說」，這種的觀念已加入在亞他拿修信經的當中。
耶柔米對亞流派的思想是非常憂心的，甚至於他寫道「全世界發現為亞流派所支配，受驚而呻吟起來」，可見他的失望和沮喪。
對於聖徒和殉道的膜拜，當時耶柔米、安波羅修和奧古斯丁都表示鼓勵。並且耶柔米曾說：「無論羔羊往那裡去，他們都跟著祂。假如羔羊是各處同時都在的，那麼，我們也得相信那些與羔羊同在的人各處同時都在。」並且他們在聖徒面前以點灯，表示對聖徒的尊敬。

## 擴展閱讀
- Saint Jerome, Three biographies: Malchus, St. Hilarion and Paulus the First Hermit Authored by Saint Jerome, London, 2012. limovia.net. ISBN 978-1-78336-016-1

## 外部連結
- Catholic Online, 'St. Jerome: Doctor of the Church.' （页面存档备份，存于）
- Letters of Jerome Dataset - corpus as structured data, with sender, receiver, and letter-type classification （页面存档备份，存于）
- St. Jerome （页面存档备份，存于） (pdf （页面存档备份，存于）) from Fr. Alban Butler's Lives of the Saints （页面存档备份，存于）
- The Life of St. Jerome, Priest, Confessor and Doctor of the Church
- . . New York: Robert Appleton Company. 1913.
- Jewish Encyclopedia: Jerome （页面存档备份，存于）
- St. Jerome – Catholic Online （页面存档备份，存于）
- St Jerome (Hieronymus) of Stridonium （页面存档备份，存于） Orthodox synaxarion
- earlyfathers.com/jerome/ Early Church Fathers. Jerome: Great Translator (link cybersquatted as of Mar. 17, 2013)
- Further reading of depictions of Saint Jerome in art （页面存档备份，存于）
- What happened on July 21, 365 A.D.? Jerome vindicated
- St. Jerome, Doctor of the Church （页面存档备份，存于） at the Christian Iconography （页面存档备份，存于） web site
- Here Followeth the Life of Jerome （页面存档备份，存于） from Caxton's translation of the Golden Legend

### 拉丁文
- Chronological list of Jerome's Works with modern editions and translations cited （页面存档备份，存于）
- Opera Omnia (Complete Works) from Migne edition (Patrologia Latina, 1844-1855) with analytical indexes, almost complete online edition （页面存档备份，存于）

#### 摹本
- Migne volume 23 part 1 (1883 edition) （页面存档备份，存于）
- Migne volume 23 part 2 (1883 edition) （页面存档备份，存于）
- Migne volume 24 (1845 edition) （页面存档备份，存于）
- Migne volume 25 part 1 (1884 edition) （页面存档备份，存于）
- Migne volume 25 part 2 (1884 edition) （页面存档备份，存于）
- Migne volume 28 (1890 edition?) （页面存档备份，存于）
- Migne volume 30 (1865 edition) （页面存档备份，存于）

### 英文
- Jerome. . Palestine Pilgrims' Text Society. 1887.
- English translations of Biblical Prefaces, Commentary on Daniel, Chronicle, and Letter 120 (tertullian.org) （页面存档备份，存于）
- Jerome's Letter to Pope Damasus （页面存档备份，存于）: Preface to the Gospels
- English translation of Jerome's De Viris Illustribus （页面存档备份，存于）
- The Perpetual Virginity of Blessed Mary
- Lives of Famous Men (CCEL) （页面存档备份，存于）
- Apology Against Rufinus (CCEL) （页面存档备份，存于）
- Letters （页面存档备份，存于）, The Life of Paulus the First Hermit, The Life of S. Hilarion, The Life of Malchus, the Captive Monk, The Dialogue Against the Luciferians, The Perpetual Virginity of Blessed Mary, Against Jovinianus, Against Vigilantius, To Pammachius against John of Jerusalem, Against the Pelagians, Prefaces (CCEL)
- Audiobook of some of the Letters